# Drosophila apicipuncta
Drosophila apicipuncta är en tvåvingeart som beskrevs av Elmo Hardy 1965. Drosophila apicipuncta ingår i släktet Drosophila och familjen daggflugor.
Artens utbredningsområde är Hawaii.